# Otus mayottensis
Otus mayottensis е вид птица от семейство Совови (Strigidae).

## Разпространение
Видът е разпространен в Коморските острови.